# Maniquí multicolor
El maniquí multicolor (Lonchura quinticolor) és un ocell de la família dels estríldids (Estrildidae).

## Hàbitat i distribució
Habita praderies i conreus de les terres baixes de les Illes Petites de la Sonda, a Lombok, Sumbawa, Sumba, Flores, Roti, Timor, Alor, Sermata i Babar.